# Хінгано-Мукденська операція

## Задум операції
28 червня 1945 року Ставка Верховного Головнокомандування наказує військам Забайкальського фронту почати підготовку наступальної операції в центральній Маньчжурії. Для цього було необхідно:
- головного удару завдати силами трьох загальновійськових (39-ї, 53-ї, 17-ї) і однієї танкової армій в обхід Халун-Аршанського укріпленого району в загальному напрямку на Чанчунь
- на напрямі головного удару використовувати основну масу артилерії Резерву Ставки ВГК, танків і авіації;
- 6-й гвардійській танковій армії, діючи на напрямку головного удару, до 10-го дня операції подолати Великий Хінган
- допоміжного удару силами 36-ї армії завдати на Хайлар
- силами Монгольської народно-революційної армії завдати допоміжного удару на Калган і Далайнур
- всю підготовку до операції здійснити до 25 липня.

В часі усієї Маньчжурської стратегічної операції військам фронту ставилося завдання: спільно з військами 1-го та 2-го Далекосхідних фронтів оточити й розгромити основні сили Квантунської армії.

## Склад та сили сторін

### СРСР
- Забайкальський фронт (командувач Малиновський Родіон, начальник штабу генерал армії Захаров Матвій Васильович)
  - 17-та армія (генерал-лейтенант Данилов Олексій Ілліч)
  - 36-та армія (генерал-полковник Лучинський Олександр Олександрович)
  - 39-та армія (генерал-полковник Людников Іван Ілліч)
  - 53-тя армія (генерал-полковник Манагаров Іван Мефодійович)
  - 6-та гвардійська танкова армія (Кравченко Андрій Григорович)
  - 12-та повітряна армія (Худяков Сергій Олександрович)
  - кінно-механізована група (Плієв Ісса Олександрович, заступник по монгольським військам Жам'янгійн Лхагвасурен)
  - Забайкальська армія ППО (Рожков Петро Фролович)

### Японія
Частина сил Квантунської армії:
- 3-й фронт (генерал Дзюн Усіроку)
  - 30-та армія (генерал-лейтенант Сьодзіро Ііда)
  - 44-та армія (генерал-лейтенант Йосіо Хонго)
  - 4-та окрема армія (генерал-лейтенант (Мікіо Уемура)

## Перебіг бойових дій
У ніч з 8 на 9 серпня передові та розвідувальні загони радянських військ перетнули кордон; на світанку за ними в наступ перейшли головні сили Забайкальського фронту. На ходу розбиваючи японські загони прикриття, наступаючі відразу ж набрали високий темп. До кінця дня війська 17-ї армії просунулися головними силами на 50 км, 61-ша танкова дивізія 39-ї армії пройшла 60 км. Швидше за всіх рухалася 6-а гвардійська танкова армія — вона під кінець дня перебувала на підступах до перевалів Великого Хінгану, пройшовши 150 км. Війська 36-ї армії форсували річку Аргунь, подолали Чжалайнор-Маньчжурський укріпрайон та просунулися в напрямі Хайлара до 40 км. 12-та повітряна армія завдавала масованих ударів по залізничних вузлах противника: Халун-Аршан, Солунь, Хайлар та великих станціях; японська авіація сильної протидії не чинила.
Вже в перші дні операції японське командування втратило управління військами та не змогло організувати стійкого опору. Однак окремі гарнізони чинили спротив дуже наполегливо — зокрема запекло захищалися японські війська в районі Хайлара. Маючи за захист залізобетонні доти, 111-та піхотна дивізія протягом кількох днів тримала оборону; тільки після прибуття додаткових артилерійських частин (що включали гаубичний полк великої потужності) та ретельної підготовки штурму радянським військам вдалося оволодіти цим укріпленим районом.
Станом на шостий день операції 6-та гвардійська танкова армія подолала понад 450 км, перетнула Великий Хінган та вийшла в глибокий тил Квантунської армії. Цей наступ відбувався за підтримки 12-ї повітряної армії — льотчики не допустили зайняття перевалів Великого Хінгану японськими військами та здійснювали потужні удари по важливих об'єктах супротивника в оперативній глибині; також виконували розвідку маршрутів. Загалом за 6 днів операції радянські та монгольські війська подолали 250—450 км і вийшли на лінію Долоннор — Ліньсі — Таоань — Ван'емяо. Наступ 17-ї армії врятував від загибелі 8-му китайську армію, яка понад тиждень знаходилася в оточенні японських військ поблизу Пінцюаня.
Стрімке просування 6-ї гвардійської танкової армії призвело до того, що її комунікації надзвичайно розтягнулися (до 700 км) та армійський автотранспорт не міг вчасно доставляти зі складів набої і пальне. Тому 6-та танкова армія була змушена зупинити просування майже на дві доби, щоб підтягнути тили, досягнувши району Лубей-Туцюань. Приймається рішення постачати війська за допомогою авіації. За 12-13 серпня 21-ша гвардійська й 54-та транспортні авіадивізії, діючи за складних метеорологічних умов та при відсутності посадочних майданчиків, перекинули наступаючим частинам 940 тон палива і мастильних матеріалів.
До 15 серпня 6-та гвардійська танкова армія подновила наступ та рухалася в напрямі на Шеньян і Чанчунь. За нею у 2-му ешелоні фронту просувалася 53-тя армія. 36-та армія вела бої на підступах до Чжаланьтуня; частина її підрозділів ліквідувала угрупування в Хайларському укріпленому районі. На чифенському напрямі продовжувала наступати 17-а армія; кінно-механізована група вела бої в районі Калгану.
15-17 серпня, зазнаючи значних втрат, гарнізон Хайларського укріпрайону продовжува оборонятися. 16 серпня в 400-кілометровий розрив, що утворився внаслідок стрімкого наступу — між 17-ю і 39-ю арміями, вводиться з 2-го ешелону фронту 53-тя армія — перед нею було поставлено завдання вийти в район Кайлу.
Швидке подолання РА Великого Хінгану, великих річок та пустель, придушення опору в укріпрайонах і вихід на маньчжурську рівнину поставили японське командування перед фактом військової поразки Квантунської армії. 17 серпня головнокомандувач генерал Ямада запропонував радянському командуванню розпочати перемовини про припинення бойових дій. Наступного ранку по радіо було передано його наказ японським військам про припинення опору і здачу зброї. Після цього на багатьох ділянках фронту японські сили стали здаватися в полон. Припинився опір і Хайларського укріпрайону — 3823 солдати і офіцери здалися в полон. Після цього радянське командування віддало наказ про припинення бойових дій на тих ділянках, де японські війська складають зброю і здаються в полон.
Для документального закріплення факту капітуляції Квантунської армії командувач Забайкальським фронтом Малиновський направив в штаб до генерала Ямади місію на чолі з полковником Іваном Артеменком. 19 серпня літак з парламентарями приземлився на військовому аеродромі Чанчуня; дещо пізніше на аеродром висадився повітряний десант чисельністю 500 осіб — десантники майора Петра Авраменка захопили аеродром та зайняли кругову оборону. Після нетривалих перемовин з представниками ЧА генерал Ямада підписав акт про капітуляцію Квантунської армії. Також на вимогу радянського командування генерал Ямада і прем'єр-міністр Маньчжоу-Го Цзин-хуей виступили перед населенням по радіо й повідомили про капітуляцію.
Кінцем 19 серпня війська Забайкальського фронту вийшли на лінію Чжанбей — Ченде — Чифен — Шеньян — Чанчунь — Кайтун — Ціцікар. Для пришвидшення капітуляції японських гарнізонів в ряді великих міст здійснено повітряні десанти: 19 серпня в Шеньяні і Гіріні, 22 серпня — в Люйшуні і Люйда, 23 серпня — в Яньцзі. За десантниками до міст підходили передові загони сухопутних військ; щоб збільшити темп просування, на окремих напрямках радянські війська використовували залізничний транспорт. 53-тя армія кінцем дня 26 серпня вийшла до річок Лаохахе і Ляохе на лінію Сіньмяо-Кайлу-Тунляо. 36-та армія досягла міст Чанчунь-Сипін-Гунчжулін. 17-та армія після оволодіння Чифеном головними силами зосередилася в районі Пінцюань-Ліньюань, направивши сильні розвідзагони на узбережжя Ляодунської затоки. 6-та танкова армія форсованим маршем досягла міст Люйшунь та Чжуанхе.